# Nikon (Wasiukow)
Nikon, imię świeckie Nikołaj Nikołajewicz Wasiukow (ur. 1 października 1950 w Mariewce) – biskup Rosyjskiego Kościoła Prawosławnego.

## Życiorys
W 1974 ukończył studia w Instytucie Medycznym w Krasnojarsku i przez dziewięć lat pracował jako lekarz. W 1983 wstąpił do stanu duchownego, zaś rok później złożył wieczyste śluby zakonne, przyjmując imię Nikon na cześć św. Nikona z Radoneża. Pracował w różnych parafiach eparchii ufijskiej. W 1990 ukończył studia teologiczne w Leningradzkiej Akademii Duchownej. 20 czerwca tego samego roku otrzymał nominację na biskupa Ufy. Uroczysta chirotonia miała miejsce 26 sierpnia 1990.
Jako biskup ufijski przyczynił się do odrodzenia prawosławnego życia parafialnego na terytorium swojej eparchii po okresie ZSRR. Otworzył lub reaktywował ponad 90 parafii oraz żeński monaster Podwyższenia Krzyża Pańskiego w Ufie.
23 lutego 2001 podniesiony do godności arcybiskupiej.
W 2011 odznaczony Orderem Honoru.  W tym samym roku, po erygowaniu metropolii baszkortostańskiej, został jej zwierzchnikiem, po czym otrzymał godność metropolity.